# Borouai
Der Borouai (portugiesisch Ribeira Borouai) ist ein osttimoresischer Fluss im Verwaltungsamt Uato-Lari (Gemeinde Viqueque), im Südosten der Insel Timor.

## Verlauf
Der Borouai entspringt im Suco Babulo und fließt zunächst nach Osten, dann folgt er nach Südosten dem Grenzverlauf zum Suco Vessoru, bevor der Borouai nahe dem Ort Vessoru in die Timorsee mündet.